# Pieter Brueghel (1589-1639)
Pour les autres membres de la famille, voir Famille Brueghel.
Pour les articles homonymes, voir Brueghel et Pieter Brueghel.
Pieter Brueghel , aussi appelé Peter Brueghel ou Pierre Brueghel, est un peintre de l'école flamande, né en 1589 à Anvers où il est baptisé le 6 juillet, et mort en 1639. Il est le fils de Pieter Brueghel le Jeune et le petit-fils de Pieter Brueghel l'Ancien
Il a peut-être eu pour maître Gonzalès Cocques de 1626 à 1627. Aucune œuvre ne peut lui être attribuée avec certitude sauf un Saint Ignace en prière (catalogue v.d. Straelen-Moons, Anvers 1885) et un Portement de Croix.